# Етебулак
Етебулак (баш. Етеболаҡ) — деревня в Кугарчинском районе Республики Башкортостан Российской Федерации. Входит в состав Кугарчинского сельсовета.

## История
До 10 сентября 2007 года называлась деревней Давлеткулово 2-е.

## География

### Географическое положение
Расстояние до:
- районного центра (Мраково): 37 км,
- центра сельсовета (Кугарчи): 4 км,
- ближайшей ж/д станции (Тюльган): 65 км.

## Население
| 2002 | 2009 | 2010 |
| ---- | ---- | ---- |
| 134  | ↘130 | ↗131 |